# Chuyển đổi số
Chuyển đổi số (tiếng Anh: Digital transformation, viết tắt DT) là việc vận dụng tính luôn đổi mới, nhanh chóng của công nghệ kỹ thuật để giải quyết vấn đề.
Khái niệm này được ra đời trong thời đại bùng nổ Internet, mô tả những hoạt động đổi mới một cách mạnh mẽ và toàn diện trong cách thức hoạt động của toàn doanh nghiệp, ở tất cả những khía cạnh như cung ứng, sản xuất, hợp tác, mối quan hệ khách hàng hoặc thậm chí là tạo ra những doanh nghiệp mới với cách thức hoạt động mới mẻ hoàn toàn.
Chuyển đổi số không chỉ tác động đến những tổ chức hay doanh nghiệp mà còn tác động đến những nhóm đối tượng khác xoay quanh như là khách hàng, đối tác, nguồn nhân lực, kênh phân phối,...
Với việc tác động khá toàn diện vào đời sống hiện nay, khái niệm chuyển đổi số được sử dụng khá bừa bãi, điều này khiến khái niệm chuyển đổi số bị nhầm lẫn với những khái niệm khác như số hóa và ứng dụng số hóa (digitalization).